# Mercat de Santa Caterina
Ne doit pas être confondu avec Place du Marché-Sainte-Catherine.
Le Marché de Santa Caterina (en catalan, Mercat de Santa Caterina) est un marché couvert de Barcelone. Bâti en 1844 et restructuré en 2005 sur un ancien couvent, qui lui a donné son nom, il est le marché couvert le plus ancien de la ville.
Le marché de Santa Caterina, aménagé par les architectes Benedetta Tagliabue et Enric Miralles, est un bâtiment isolé situé à proximité du Palau de la Musica Catalana, de l'église Santa María del Mar et de la Cathédrale gothique.

## Histoire et description
Le Couvent de Sainte Catalina, établi en 1243 a été détruit en 1837, un an après le désamortissement espagnol. A son emplacement, entre 1844 et 1848, a été construit le marché, selon un projet néoclassique de Josep Mais i Vila et Josep Buxareu.
Le bâtiment a été entièrement restructuré entre 1997 et 2004. Du bâtiment néoclassique original sont conservées la façade principale et les latérales, à arcades. La façade postérieure a été incluse dans la rénovation de 2005. Cette façade n'est pas une ligne droite comme les autres mais fait une diagonale et est constituée de lamelles de bois. La partie inférieure est une grande vitrine de verre avec des colonnes de fer. La partie supérieure reprend les formes des courbes du toit et est décorée de rectangles de bois. Le toit ondulant est l'élément le plus spectaculaire de la nouvelle structure. L'extérieur du toit est couvert par une mosaïque en céramique de 4.200 mètres carrés avec les couleurs des fruits et les légumes. Au cours des travaux sont apparus divers restes archéologiques de l'ancien couvent de Santa Caterina, qui sont laissés visibles dans le sous-sol du marché, comme partie du Musée d'Histoire de Barcelone (MUHBA).

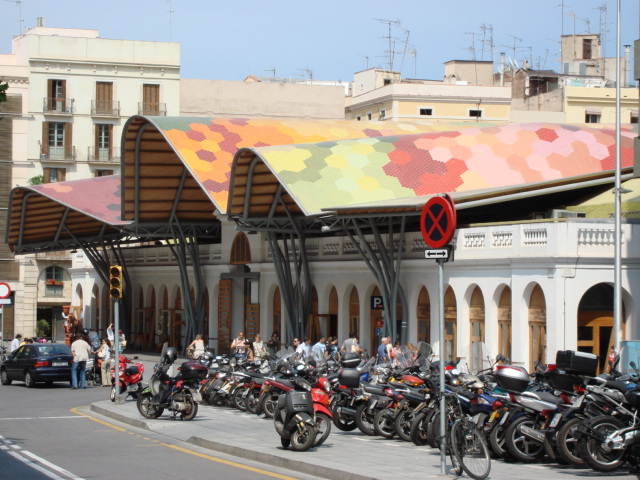
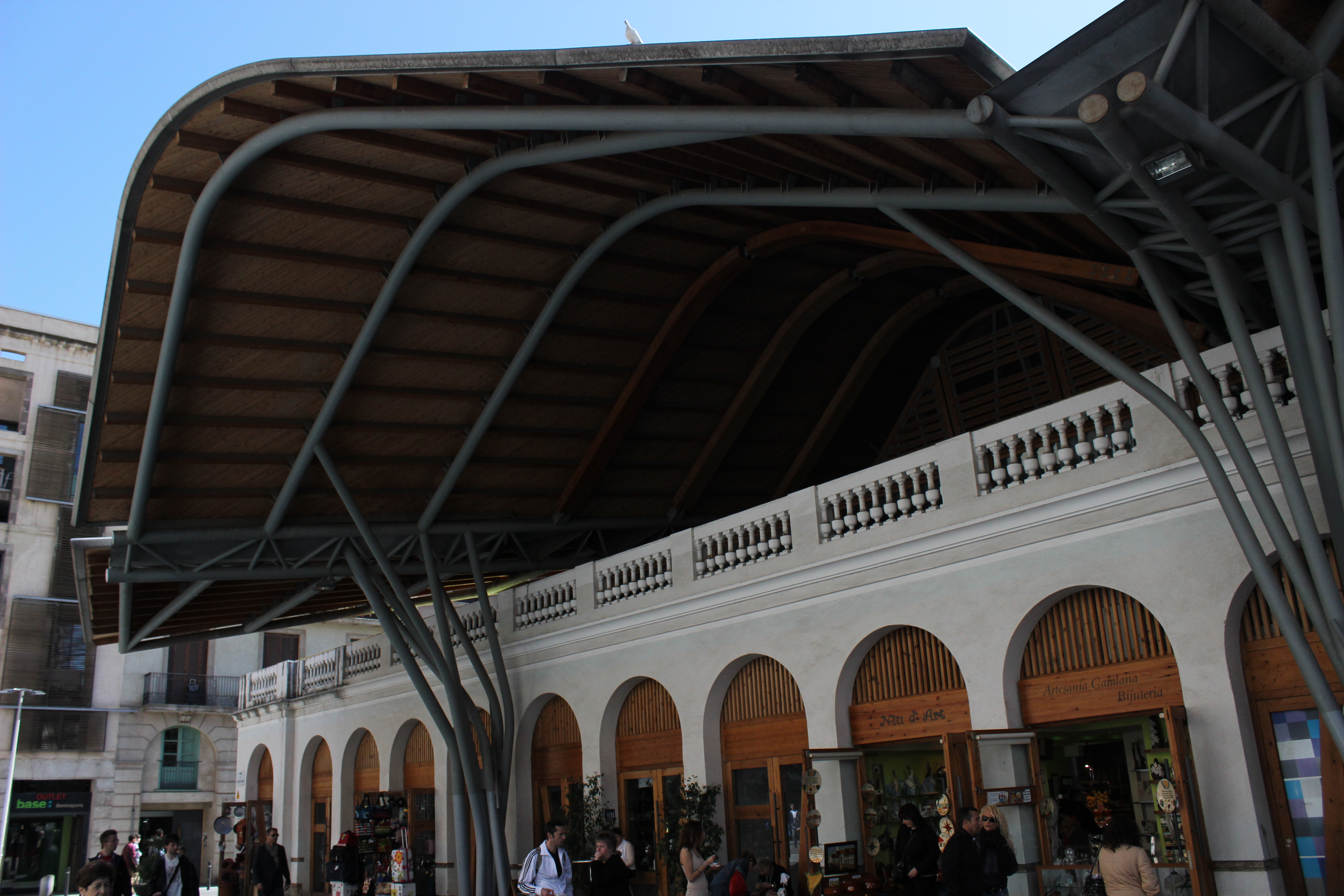
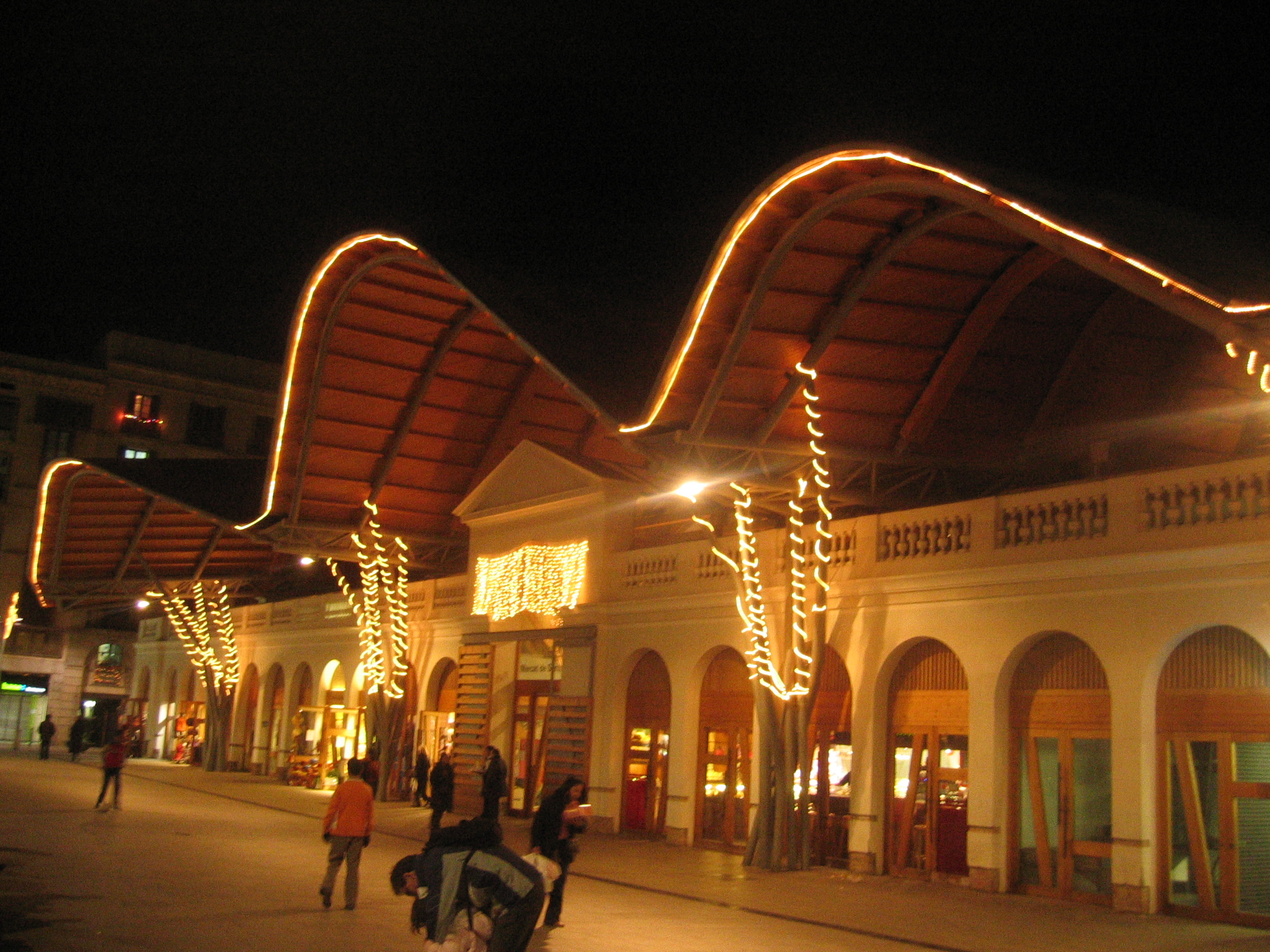
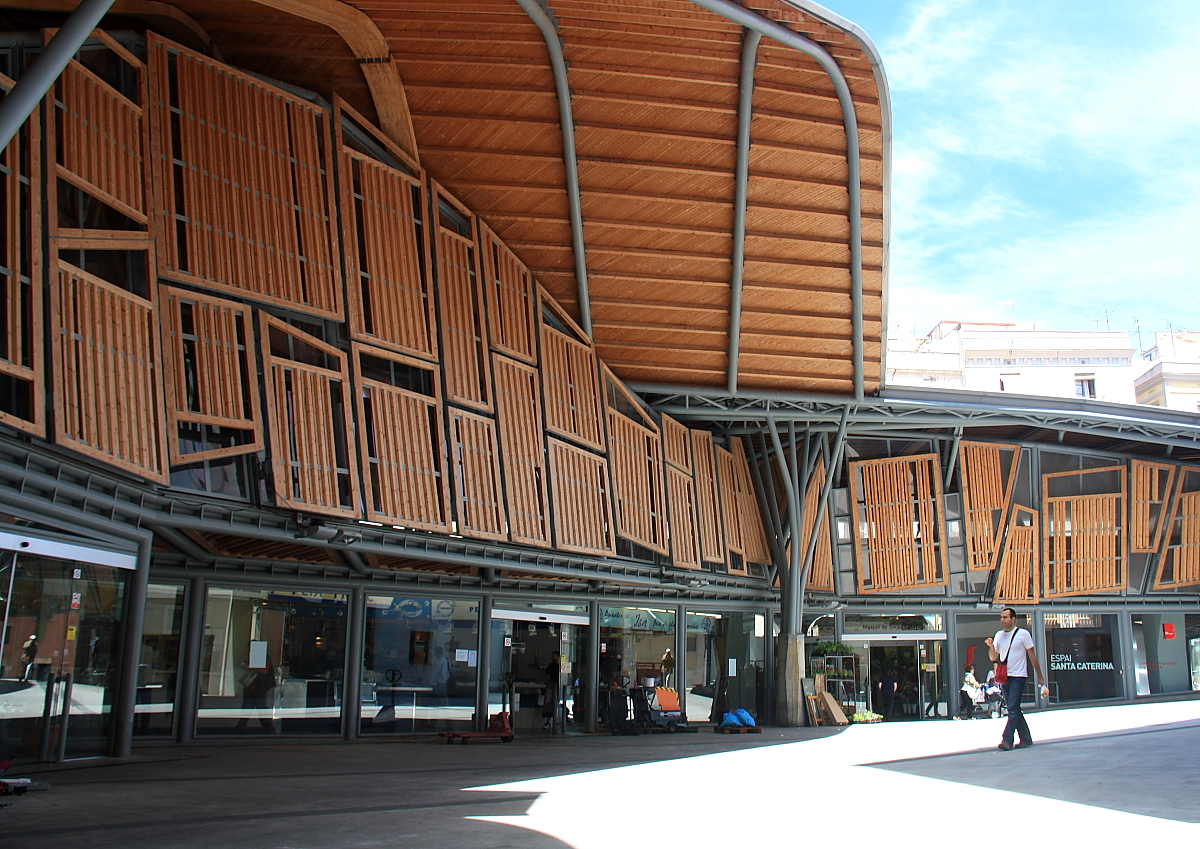
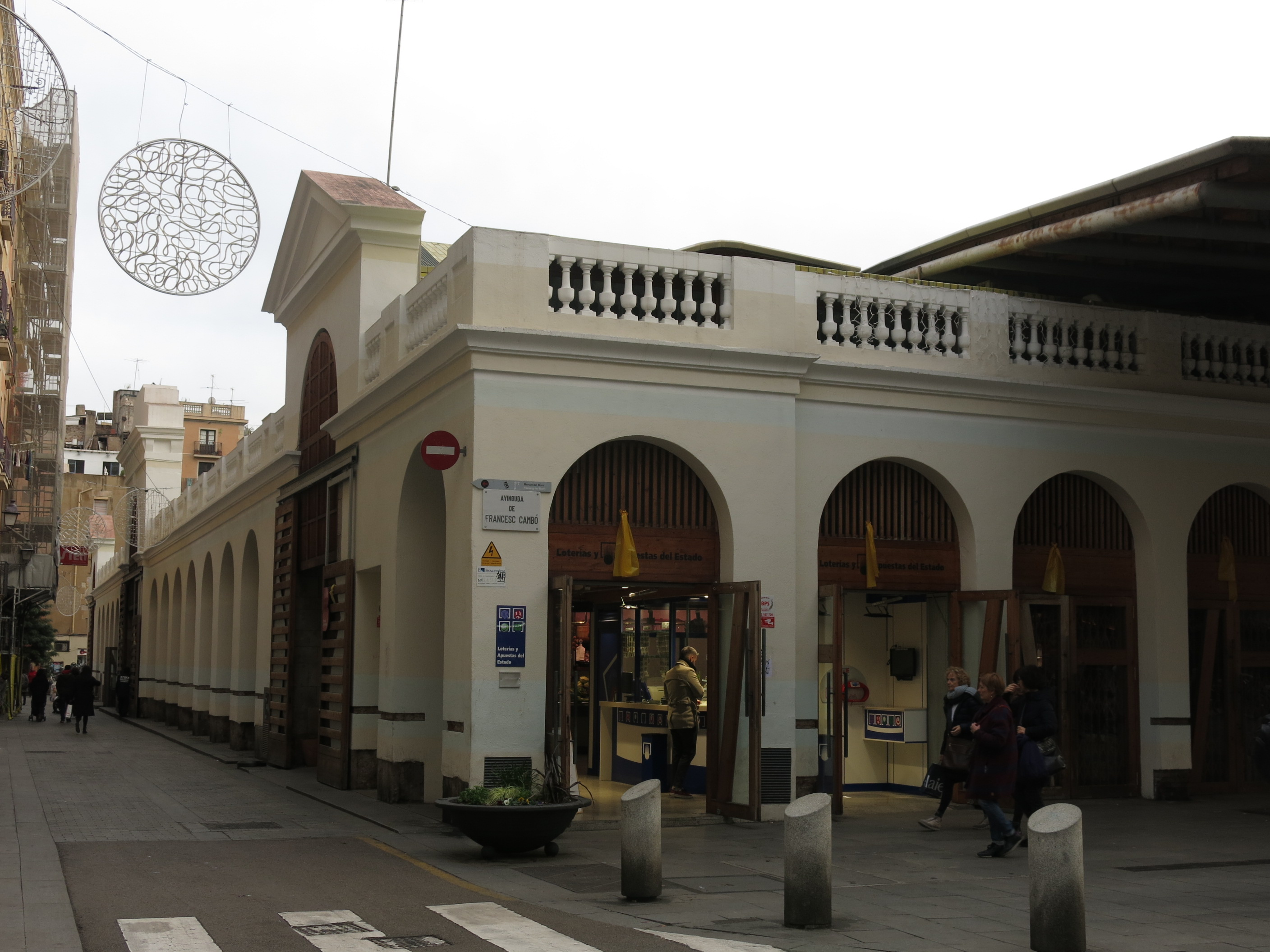

## Source de traduction
- (es) Cet article est partiellement ou en totalité issu de l’article de Wikipédia en espagnol intitulé « Mercado de Santa Caterina » (voir la liste des auteurs).